# Всё поле в цветах
«Всё поле в цветах» — студийный альбом Дмитрия Ревякина и проекта «Белый огонь». Альбом состоит из старых песен Ревякина, написанных в новых аранжировках.

## Об альбоме
Работа, датированная 1996 годом, стала второй попыткой записать лирические композиции из концертной программы «Калинова Моста» 1980-х годов в новых аранжировках. За год до этого, в 1995 году часть песен прозвучала в эфире телекомпании «Свежий ветер», а запись эфира была издана как альбом под названием «Травень».
На момент записи группа «Калинов Мост» временно не существовала. Поэтому Дмитрию Ревякину, лидеру КМ, пришлось собрать совершенно новый состав специально для работы над альбомом. Компанию Ревякину составили бас-гитарист Александр Солич, гитарист и перкуссионист Игорь Мялик и барабанщик Юрий Кистенёв. Сложившийся коллектив получил название «Белый Огонь». По словам самого Ревякина, в рамках проекта он ограничивался исполнением вокальных партий и устранился от аранжировочного процесса.
Запись происходила на студии SNC, а первое издание альбома осуществила фирма «Бекар Records».

## Список композиций
Все песни написаны Дмитрием Ревякиным.
| №   | Название          | Длительность |
| --- | ----------------- | ------------ |
| 1.  | «Девка красная»   | 3:00         |
| 2.  | «Надоест суета»   | 4:36         |
| 3.  | «Девочка летом»   | 3:30         |
| 4.  | «Ухожу в никуда»  | 4:02         |
| 5.  | «Не скучай»       | 3:20         |
| 6.  | «Покоряясь весне» | 3:39         |
| 7.  | «Тебе моя рука»   | 4:23         |
| 8.  | «Кроха»           | 2:55         |
| 9.  | «Уходили из дома» | 4:02         |
| 10. | «Я усну»          | 4:05         |
| 11. | «Сансара»         | 4:33         |
| 12. | «Надоест суета»   | 3:43         |

## Участники записи
- Дмитрий Ревякин — вокал
- Александр Солич — вокал (3), бас-гитара, альт (3, 4)
- Игорь Мялик — перкуссия, гитара, мандолина (2, 8), хомус (9), бас-гитара (1, 6, 8, 10), клавишные (7)
- Юрий Кистенев — барабаны
- Владимир Белоусов — клавишные (4, 9)
- Владимир Белоусов — вокал
- Татьяна Анциферова, Ярослав Белоусов — бэк-вокал (8)
- Александр Солич, Игорь Мялик, Майк Спутнов, Юрий Кистенев — хор (11)

## Отзывы
В статье из журнала «Fuzz», посвящённой альбому, Анатолий Гуницкий отмечает непосредственность и свежесть звучания. Светлана Лосева, другой обозреватель, также считает аранжировки неожиданными и интересными, несмотря на «отстранённый, холодноватый саунд».
Рецензент «Музыкальной газеты» не расценил альбом однозначной удачей:
Звучание уж очень студийное, а потому неподдающиеся определению нюансы, так хорошо знакомые по творчеству МОСТА и сольникам самого Дмитрия, здесь как-то размыты: вышло, что не Ревякин экспериментирует со звуком, а «проводят опыты» на нём. И не всегда удачно. Словно птица в клетке… К приемлемым вещам можно отнести «Тебе моя рука».
Сам же Дмитрий Ревякин отзывался о результате более положительно:
Сначала у меня было несколько отстраненное к этому отношение. Я пытался петь, у меня ничего не получалось. Своей работой я был доволен процентов на 25, чего не скажешь, по поводу, например, «Пояса Ульчи». Там и времени было на пение гораздо больше. И потом эти песни, старые, для меня уже ушли. Они наивные и детские, и вот эту наивность и детскость мне передать не удавалось. Я нервничал, бросал наушники. А сейчас, когда слушаю этот альбом, который сводили без меня, он мне нравится все больше и больше. Все музыканты — молодцы.